# 金弘壹
金弘壹（韓語：김홍일，1898年9月23日—1980年8月8日），別名金弘一、崔世平（최세평），中國名王雄、王逸曙和王復高:p487，是韓國軍官、外交官及政治人物，亦為中華民國國民革命軍和韓國國軍退役將領，籍貫法興，乳名弘日，號逸曙（일서）。
金弘壹生於平安北道龍川郡，日本殖民朝鮮之後赴中國和蘇俄參軍，投身韓國獨立運動，在華期間曾加入國民革命軍和韓國光復軍，經歷過北伐戰爭、一二八淞滬抗戰及中國抗日戰爭中的武漢會戰、上高會戰等役；1950年韓戰初期，又作為韓軍中少數具備豐富實戰經驗和中國背景的將領，在漢江戰線至洛東江戰線之間主導了延遲朝鮮人民軍攻勢的關鍵行動。1951年退役至1960年間，金弘壹前往臺灣擔任韓國駐中華民國大使，返韓後又出任外務部（今外交部）部長、新民黨籍國會議員和黨魁，以及在鄉軍人會（退伍軍人協會）、光復會等組織的會長，一生中獲授的榮譽包括韓國最高軍事獎章——太極武功勳章，以及韓國建國勳章、中華民國大綬景星勳章等。

## 生平

### 早年
金弘壹在1898年9月23日出生於平安北道龍川郡的楊下面（양하면）五松洞（오송동），為其父親金振健（김진건）的三男。日韓合併之後的1913年，他赴滿洲奉天的中國小學就學，但僅讀了一個學期便返回平安北道，轉往由獨立運動家——曹晚植擔任校長的定州五山學校繼續學習:p486-487，並以頂尖的成績畢業，其後藉由五山學校創校人李昇薫的推薦、至黃海道的儆新學校（경신학교）擔任教職。1918年7月時，金弘壹在「五山校友會」（오산동문회）事件中受到牽連、被當局逮捕入獄，獲釋之後於同年亡命上海:p487。

### 在華時期
金弘壹抵達中國後，透過時任上海《救國日報》社長的中國志士黃介民協助:p487，以王雄之名進入何應欽辦設的貴州講武堂第2期步科學習軍事、接受訓練:p185。1920年6月畢業後，曾於貴州黔軍總司令部特務大隊任排長。之後他返回大韓民國臨時政府所在的上海，並於1921年3月時遵照臨時政府軍務總長盧伯麟的指示，前往滿洲、並在當地加入了間島地區的軍備團，計畫率領團員前往俄國的伊曼（今達利涅列琴斯克）、在俄方支援下抗日。同年6月的自由市慘變爆發後，大韓獨立軍團在俄組織遭到蘇聯紅軍重度摧毀，連帶使得他的計畫挫敗。1921年年底韓國義勇軍事會（한국의용군사회）建立後，金弘壹出任義勇軍司令部第二中隊隊長:p487，1923年時擔任西伯利亞韓國義勇軍司令。

#### 加入國民革命軍
1925年，金弘壹加入國民革命軍:p225，赴廣州的黃埔陸軍軍官學校擔任第三期兵器教官，1926年7月進入汕頭的國民革命軍北伐東路軍總指揮部任少校參謀、中校科長，後又擔任營長、團長、吳淞要塞司令部副官長:p488，1928年起在上海兵工廠當軍機處主任（兵器主任）及護廠大隊長，繼而兼任十九路軍後方情報局長，負責敵後情資蒐集，並策劃過針對日軍出雲艦、飛機機庫和後勤倉庫的爆破行動，惟後來因《淞滬停戰協定》的簽署而停止實施:p289-290。
金弘壹在兵工廠任職期間，尚曾以兵器主管之身分參與韓國獨立家金九籌劃、尹奉吉執行的虹口公園爆炸案，以日本在滬要員為刺殺目標。他事前受金九的委託，負責與廠長宋式驫交涉、替尹奉吉製造飯盒外型的炸彈，以便於攜入會場。最後，尹奉吉在4月29日起事，導致白川義則大將、河端貞次和重光葵等多名日本政軍界人士死傷。事後日方開始對涉及虹口事件的韓人展開調查，金弘壹在軍政部次長陳儀的安排下，化名王逸曙轉赴蘇杭、南昌等地:p274。隔年2月，金弘壹隨著國府軍參與了圍剿江西紅軍的軍事行動，並出任第二路軍總指揮部上校參謀。

#### 中國抗日戰爭
1937年中國抗日戰爭爆發後，金弘壹在湖北的江陵中央軍官學校當教官，培訓了100多名韓人學員、將他們編入1938年創設的朝鮮義勇隊:p489。同年夏天，羅卓英中將派金弘壹到原屬黔軍的102師任職，其師長柏輝章中將與金氏為貴州講武堂同期:p185。102師在7月上旬奉調參加武漢會戰時，金弘壹出任師參謀主任:p139，經歷了該師在會戰期間投入、於南昌北方的德安重創日軍第106師團的萬家嶺戰役。1939年1月後，102師轉進江西省東部的上饒、擔當鄱陽湖東南岸守備，並於東鄉縣新創教導隊，由金弘壹兼任教導隊主任，培訓班、排級部隊骨幹人員:p181。
金弘壹在102師服勤期間，尚曾因為具備日語能力而負責偵訊戰鬥中逮獲的日軍俘虜。1939年2月一次日機空襲中，他親自審問一名被102師擊落的日軍航空偵察官，並套出了日方計畫動用空中部隊破壞中國兵力和後方、支援其陸軍攻佔南昌和武漢的情報，這份供詞隨即獲得了國府第三戰區長官部的採納和參考:p185。同年5月，派屬102師未滿一年的金弘壹晉升為中央軍少將，並調回羅卓英的第十九集團軍總司令部參謀處當處長:p41。當時的第十九集團軍對守備南昌地區的日本第34師團構成了防務上的壓力，使日軍決定在1941年對國民政府軍發起進攻，史稱上高會戰，金弘壹在作戰初期曾代理第19師師長的職務:p339。
1942年1月，金弘壹與同為國府軍韓族軍官的崔用德、朴始昌一起進入重慶的中國陸軍大學就讀:p322，1943年12月時從特別班第6期畢業。1944年後，金弘壹在重慶成為中國青年軍訓練總監部（總監羅卓英中將）參謀處長:p185:p200，1945年5月時則應韓國臨時政府所邀、自6月起就任韓國光復軍總司令部參謀長，策劃與王耀武中將的第4方面軍協同進行武漢收復行動。然而這場中韓合作案和另一項計畫——由美國戰略情報局（OSS）支援、韓國光復軍派兵反攻朝鮮本土的擬定作戰，均因為同年8月的日本投降而宣告終止:p489。

#### 戰後
二戰結束後，金弘壹由於有在中國東北活動的經驗，而接受東北保安司令長官杜聿明中將邀請，前往錦州:p384-385、並在當地的東北保安司令長官部獲得高級參謀的職位，同時也兼任司令部下屬的韓僑事務處處長:p489，負責處理韓人在東北的資產接收和僑民遣返作業。金弘壹執掌韓僑事務處時，在華眾多韓僑團體和黨派展開了權力鬥爭，而他也捲入了韓人內部糾紛之中:p200。1946年8月，韓國獨立黨向國民政府的東北行營控訴金弘壹與朝鮮民族革命黨有關聯，但後來針對他的相關指控都無法證實。1946年9月，韓僑事務處由東北保安司令長官部改歸給中華民國外交部駐東北特派員公署管轄，而金弘壹則調往南京:p432，並於1948年7月時出任國防部中將部員。同年8月，大韓民國宣布建國，金弘壹攜帶中華民國總統蔣介石的親筆信函返韓。

### 返韓從軍

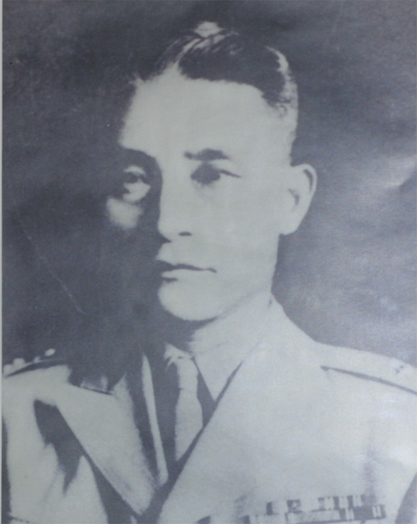
金弘壹（大韓民國陸軍准將時期，1948年）

金弘壹返回韓國後，即於1948年12月10日加入大韓民國陸軍，並於1949年出任韓國陸軍官校准將校長，旋升少將，1950年6月時又任陸軍參謀學校校長:p490。當時韓國國軍的軍官以日本陸軍士官學校畢業生、前日軍士兵和滿洲國軍出身者居多:p7，而金弘壹為軍中少數擁有中國背景、領導過大編制軍事單位者。另外，他也是唯一一位具備師級以上戰鬥部隊之指揮經驗的韓軍將領:p225。

#### 韓戰初期
6月25日韓戰爆发，金弘壹在當日與池青天、金錫源和宋虎聲等具有參戰經驗的將校級軍官受到陸軍參謀總長蔡秉德少將和國防部部長申性模的召集，參加緊急對策會議。金弘壹認為前線的議政府已經戰況危急、提議以漢江作為防線抗戰，然而蔡秉德和申性模均決定要固守漢城:p327:p158。6月27日時，金弘壹作為陸軍本部戰略指導組（전략지도반）組長，視察了奉日川前線的第1師師部，其師長白善燁上校亦建議他向本部請求實施撤退，但金弘壹返回陸軍本部、對蔡秉德強力要求之後，依然遭到否決:p13。6月28日，朝鮮人民軍突破了韓國國軍在漢城北側的防禦體系，並在下午時佔領了整座都市:p42-43。
漢城失守後，韓國陸軍本部向南遷移，漢江以南的始興和永登浦兩地成了直接對峙朝鮮軍的第一線。韓國軍在始興的步兵學校建立「始興地區戰鬥司令部」（시흥지구전투사령부），由金弘壹擔任戰鬥司令、下轄第7師和首都師。他的司令部主要負責接管漢城周邊防衛，並將過江的部隊重組成能夠拖延朝鮮軍南攻速度的兵力:p18。
在金弘壹的始興司令部下，作戰局長金白一准將和顧問們把潰逃的兵員集中在校園裡，編成步兵營再投入前線。當中4個步兵營配屬給鷺梁津方面防禦的第7師，2個營和第5師的一部配屬給首都師守衛永登浦，另1個營作為總預備隊:p58。除此之外，議政府和東豆川南撤的部隊、陸軍官校學員和臨津江北岸南下的第1師也經由金弘壹的整理而重新成為戰鬥隊伍。始興司令部的延滯戰使韓軍在漢江防線守了6天:p20，讓兵力和武器得以從後方向前補充，也替美軍赴韓部隊的集結和釜山環型防禦圈的建立提供了更充裕的所需時限。
7月初，始興地區戰鬥司令部改組為第1軍，金弘壹也成為首任軍長，下轄首都師、第2師，負責延遲漢城－龍仁、漢城－利川公路上的朝鮮軍隊:p76。進入忠清南道後，白善燁的第1師也在鳥致院納入金弘壹麾下:p25。7月中旬，金弘壹指揮的韓1軍負責在美軍第24師東側的鎮川和清州阻止朝鮮攻勢:p76。雖然該軍於7月11日時動用砲兵重創了朝鮮第2師，但其左側於翌日遭受朝鮮第3師攻擊，被迫撤出清州:p87-88。

#### 洛東江
7月底，金弘壹的第1軍轉至慶尚北道、負責安東地區的防衛，並抵擋了朝鮮第2軍的第12師為攻破安東而發起的強襲。7月31日晚間，美國第八軍團命令韓1軍在8月1日清晨之前撤到洛東江防線以南，但其進度卻在第1軍下轄的首都師和第8師因為後撤順序而引發爭執的情形下、遭到了耽擱:p223,230。8月初，第1軍的防區終於轉移到釜山防禦圈東部的戰線:p238。
金弘壹率隊撤入釜山防禦圈初期，除了朝鮮第8師對其構成威脅之外，朝鮮第2軍軍長金武亭中將也計畫派遣第12師和766部隊突破太白山脈、入侵東海岸的浦項:p238。8月27日，朝鮮第12師襲擊了韓1軍首都師部署在杞溪北側的一個團，進而將全師逼退到杞溪南方:p33。情勢出乎了美第八軍團的意料:p238、迫使軍團司令沃爾頓·沃克中將緊急派出其副司令約翰·庫爾特少將、前往金弘壹的軍部所在的慶州，把韓軍第1軍、第3師、美軍第21團等單位整併為「傑克森特遣部隊」（Task Force Jackson），並在慶州當地設立隊指揮所:p398。雖然庫爾特建議金弘壹在28日時反攻杞溪，但金弘壹以第1軍部隊受損慘重、處於疲勞狀態為由，表示無力實施行動。直到29日時，首都師才為了配合美軍21團對朝鮮人民軍的反擊而派兵進攻杞溪，該地卻在30日拂曉時再度被奪走:p400。進入9月後，朝鮮人民軍逼近慶州北方，金弘壹認為其亦有陷落之虞，而提議撤出:p562，不過最後朝鮮軍隊並未攻入當地:p404。

金弘壹（中）駐中華民國大使任內，在台灣與蔣介石（左）和來訪的李承晚（右）合影，1953年11月27日

進入9月後，金弘壹卸下軍長的職務:p405，副軍長金白一於9月1日繼任之:p545:p558。他離開第1軍和慶州之後，至釜山東萊的陸軍綜合學校（육군종합학교）任校長，1951年3月時升為中將，為當時韓軍授予的最高軍銜。

### 退役之後

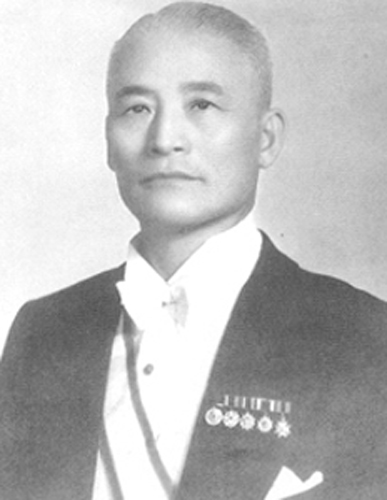
時任韓國外交部長的金弘壹（攝於1961年）

金弘壹於1951年3月自陸軍退役，並在同年7月26日獲頒韓國最高等級的軍事勳獎——太極武功勳章:p51。接著，他獲得時任韓國駐中華民國大使兼前光復軍參謀長李範奭推薦、經韓國總統李承晚任命:p345、強化韓國的反共外交政策:p58後，於11月11日抵達台灣履新:p377、11月23日遞交國書。金弘壹派駐台北的八年期間正是台韓關係最為穩定的年代:p81，他在任內與台方的前駐韓大使邵毓麟往來密切，兩人曾共同促成李承晚在1953年11月時對台灣的訪問:p346。1960年6月，金氏卸任大使，並在6月4日時得到蔣介石親自頒贈的大綬景星勳章。
1961年5月21日，金弘壹就任第7屆大韓民國外務部部長，同年7月21日離任，接著進入五一六政變後即掌握全國治權的軍事執政團「國家重建最高會議」當議長顧問，並於12月出任第9屆在鄉軍人會（退伍軍人協會）會長:p490，1962年時，獲授韓國政府的建國勳章獨立章，1965年2月26日則當選韓國陸海空三軍退役將領組織「星友俱樂部」（今星友會）創會後第一屆代表指導委員。
朴正熙擔任總統期間，金弘壹加入了反對陣營的新民黨，於1967年時代表該黨競選國會議員，並在1971年獲選為黨總裁（黨魁）。1972年12月，金弘壹在漢城出版了自身的回憶錄《大陸之憤怒：老兵的回想記》，之後又分別於1977年5月20日和1979年6月28日當選為第6屆、第7屆韓國光復會會長。1980年8月8日，金氏因衰老而逝於漢城自宅內，享壽82歲。

## 相關人物
- 李範奭（韓國光復軍參謀長，國民革命軍退役）
- 崔用德（大韓民國空軍中將，中華民國空軍退役）
- 崔德新（大韓民國陸軍中將，黃埔10期，國民革命軍退役）
- 安椿生（大韓民國陸軍中將，黃埔10期，國民革命軍退役）
- 金　信（金九之子，大韓民國空軍中將，中華民國空軍退役）
- 朴始昌（大韓民國陸軍少將，黃埔5期，國民革命軍退役）

## 外部連結
- . 秦炳炎(攝). 中央通訊社. 1959-06-25  [2014-09-13]. IDNO: 19590625011700. （原始内容存档于2014-09-14） （中文（臺灣））.
- . 台視新聞. 1975-05-08  [2014-09-13]. 影片編號：new0262612. （原始内容存档于2014-09-14） （中文（臺灣））. 訪問韓國前任駐華大使金弘一談東南亞越南高棉相繼出線後南北韓情勢

| 军职            | 军职                                                            | 军职          |
| --------------- | --------------------------------------------------------------- | ------------- |
| 前任： 崔德新   | 韓國陸軍官校校長 1949年1月15日－1950年6月10日                   | 繼任： 李俊植 |
| 前任： （首任） | 韓國第1軍軍長 1950年7月－9月                                    | 繼任： 金白一 |
| 外交職務        |                                                                 |               |
| 前任： 李範奭   | 韓國駐中華民國大使 1951年10月－1960年6月                        | 繼任： 白善燁 |
| 前任： 鄭一亨   | 韓國外務部部長 1961年5月21日－7月21日                           | 繼任： 宋堯讚 |
| 議會席位        |                                                                 |               |
| 前任： 朴順天   | 第7屆韓國國會議員（漢城市麻浦區） 1967年12月17日－1971年6月30日 | 繼任： 盧承煥 |
| 政党职务        |                                                                 |               |
| 前任： 柳珍山   | 新民黨總裁 1971年5月12日－1972年9月28日                         | 繼任： 柳珍山 |